# صورة قرص أبل
صورة قرص أبل هو نوع من امتداد الملفات التي صممت أساسا للعمل على بيئة ماكنتوش ماك أو.أس عشرة وتكون بالامتداد ".dmg" وصممت بشكل يتيح تأمين حماية بكلمة مرور وكذلك ضغط الملفات وتوجد بصورة كبيرة عند تنزيل البرامج عبر الإنترنت، يمكن أيضا أن تشغل من خلال سطر الأوامر باستخدام أداة hdiutil.